# Mísia (regió)
La regió de Mísia (en grec antic Μυσία) era un territori de la costa nord-oest de l'Àsia Menor, conegut primer com a Troas o Tròade i després com a Frígia Hel·lespòntica. Limitava al nord amb Bitínia, a l'est no tenia els límits ben definits, segurament arribaria a Bitínia i a la Frígia fins al mont Olimp de Mísia, al sud amb Lídia i a l'oest amb el mar de Màrmara i la mar Egea. Al llarg dels temps va estar habitada pels misis, els frigis, els eolis, els grecs i altres pobles. Homer parla del país al "Catàleg dels troians" a la Ilíada, on diu que va participar en la guerra de Troia al costat del rei Príam. Els misis anaven dirigits per Cromis i per l'endeví Ènnom, un àugur que profetitzava mirant els vols dels ocells. Va ser recolzat i alabat per Hèctor en nombroses batalles pel seu valor i audàcia, però no va ser capaç de preveure la seva pròpia mort a mans d'Aquil·les.
Mísia estava dividida en cinc regions principals:
- Mísia Major (Mysia Major, Μυσία η μεγάλη) a la part sud del país, que arribava fins al golf d'Edremit amb capital a Pèrgam (coneguda també com a Mísia Pergamene (Mysia Pergamene, Μυσία ἡ Περγαμηνή). A més de les ciutats gregues d'Eòlia. Estava dividida en dos districtes principals:
  - Tròade (o Troas, ἡ Τρωάς)), antiga regió de la part occidental on hi va haver Ílion o Troia.
  - Teutrània (ἡ Τευθρανία), on es diu que Teutrant hi va establir un regne.

- Mísia Menor (Mysia Minor, Μυσία ἡ μικρἂ) és un dels districtes de la regió de Mísia, situat a la costa nord, a l'Hel·lespont i la Propòntida). Aquest districte és també anomenat Mísia Hel·lespòntica, segons Claudi Ptolemeu. Estava subdividida en tres districtes:
  - Morene
  - Abrettene
  - La plana Apiana (Ἀπίας πεδίον, diu Estrabó)

## Història

Mapa d'Àsia Menor

La regió va formar part del regne de Lídia i incorporada a l'imperi Persa el 546 aC. Heròdot parla del sàtrapa Mitrobates, assassinat per Oretos, sàtrapa de Lídia (Sparda) circa el 520 aC. Sota Darios I el Gran (521 aC-486 aC) i Xerxes I de Pèrsia (486 aC-465 aC) la dinastia de Megabazos va establir el seu domini a la satrapia.
Vers el 353 aC el sàtrapa Artabazos II i els seus cunyats Mentor i Memnó de  Rodes, revoltats contra el rei, van haver de fugir a Macedònia i la satrapia va passar a Arsites (que podria ser un dels fills d'Ariobarzanes de Dascilios), i que la va governar fins al 334 aC. Arsites va lluitar en la batalla del Grànic el 334 aC i es va suïcidar després de la derrota; a aquesta batalla hi era també Memnó, que havia recuperat el favor reial, que va dirigir el contraatac persa però va morir de sobte el 333 aC i el comandament va passar als seus nebots Farnabazos i Timondes; el primer va ser capturat a Cos però es va escapar i el 332 aC es va posar al servei dels grecs i el van nomenar comandant de la cavalleria que dirigia el futur diàdoc Èumenes de Càrdia que era son cunyat; el segon va morir a Egipte el 333 aC. Alexandre el Gran, després de la batalla de Grànic, va enviar al seu amic el general Parmeni a ocupar la capital de la satrapia, Dascilios, feina que va fer sense problemes. Artabazos II, juntament amb els seus fills, es va haver de rendir amb les seves forces a Hircània davant Alexandre el Gran l'any 330 aC i es va passar a Alexandre, que el 329 aC el va nomenar sàtrapa de Bactriana on va exercir fins al 327 aC i es va retirar per l'edat.
Una branca menor dels Farnàbazides va governar el Regne del Pont com a sobirans independents des del 302 aC.
El primer sàtrapa grec va ser Cales, que va lluitar contra els bitinis. El 323 aC el va succeir Demarc i un any després Lleonat; ja més tard va caure en mans d'Èumenes de Càrdia i el 321 aC Arrideu va aconseguir la satrapia, al que van seguir Ptolemeu (318 aC) i Fènix (313 aC). El 309 aC va quedar en mans d'Antígon el Borni que es va proclamar rei de Sardes el 306 aC.
Derrotat i mort Antígon per Seleuc I Nicàtor, l'Àsia Menor en general va passar a l'Imperi Selèucida i els sàtrapes des d'aquell moment eren oficials sense major rellevància ni poder i al cap de 25 anys va quedar en poder del Regne de Pèrgam, i després va passar a Roma el 133 aC.